# Estniskspråkiga Wikipedia
Estniskspråkiga Wikipedia (eller eestikeelne Vikipeedia) är den estniska språkvarianten av den fria encyklopedin Wikipedia. Runt den 24 augusti 2002 bestämdes det att det skulle bli en estniskspråkig Wikipedia. 
Estniskspråkiga Wikipedia hade i augusti 2019 passerat 200 000 artiklar och var då den 35:e Wikipedian till antalet artiklar räknat. Den har för närvarande 251 499 artiklar.